# SARON
SARON è l'acronimo di Swiss Average Rate Overnight e rappresenta il tasso di interesse overnight del mercato dei finanziamenti garantiti per il franco svizzero (CHF). Si tratta di una media dei tassi d'interesse overnight riferiti al franco svizzero e si basa sulle transazioni e sulle quotazioni pubblicate sul mercato repo svizzero. Il SARON è amministrato da SIX.
A livello internazionale è opinione comune che i benchmark finanziari debbano essere resistenti e affidabili. I mercati repo, nel loro ruolo di spina dorsale dell'industria finanziaria e dell'attività delle banche centrali, sono la scelta più ovvia. Sono liquidi, altamente regolamentati e stabili. Il Gruppo di lavoro nazionale sul tasso di riferimento del franco svizzero, che guida gli sforzi per riformare i tassi di interesse di riferimento, ha raccomandato il SARON come alternativa al LIBOR.
Nel 2020, il SARON, insieme al SAION (indice SARON), è stato approvato ai sensi del regolamento dell'Unione europea sui benchmark ed è registrato presso l'Autorità europea degli strumenti finanziari e dei mercati, il che significa che può essere utilizzato come sottostante per i prodotti finanziari venduti nell'Unione europea.